# Lawrence Tibbett
Lawrence Mervil Tibbett (født 16. november 1896, død 15. juli 1960) var en berømt amerikansk operasanger og studiesanger, der også optrådte som filmskuespiller og radiopersonlighed. En baryton, han sang hovedroller med Metropolitan Opera i New York mere end 600 gange fra 1923 til 1950. Han udførte diverse musikalske teaterroller, herunder Kaptajn Klo i Peter Pan i et tour-show.